# Rede de Bravais

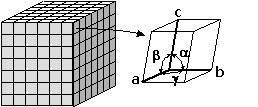
Esquema de uma célula unitária, mostrando as arestas e ângulos caracterizadores

Redes de Bravais, homenagem a Auguste Bravais que demonstrou a sua existência em 1848, é a denominação dada às configurações básicas que resultam da combinação dos sistemas de cristalização com a disposição das partículas em cada uma das células unitárias de uma estrutura cristalina, sendo estas células entendidas como os paralelepípedos que constituem a menor subdivisão de uma rede cristalina que conserva as características gerais de todo o retículo, permitindo que por simples replicação da mesma se possa reconstruir o sólido cristalino completo. Para além da sua utilização em cristalografia, as redes de Bravais constituem uma importante ferramenta de análise tridimensional em geometria euclidiana.

## Estruturação básica
Para que um arranjo espacial possa ser classificado como uma rede de Bravais tem de obedecer cumulativamente às seguintes condições:
1. A estrutura constitui uma célula unitária, sendo assim a menor subdivisão de uma rede cristalina que conserva as características gerais de todo o retículo, permitindo por simples replicação a reconstituição do sólido cristalino completo;
2. Planos que contenham pontos situados em faces opostas são paralelos;
3. As arestas da célula unitária ligam pontos equivalentes na estrutura.

Obedecendo às condições atrás apontadas e combinando os 7 sistemas cristalinos, que resultam das diferentes combinações da dimensão relativa das arestas das células unitárias e dos seus ângulos de inserção nos vértices, com as diferentes possibilidades de disposição espacial das partículas nas faces e no interior das células unitárias é possível criar 28 redes cristalinas. Na realidade, devido à simetria das soluções, existem apenas 14 configurações básicas, formando-se todas as demais a partir destas.

Estas estruturas elementares são denominadas redes de Bravais, em homenagem a Auguste Bravais que em 1848, a partir dos estudos publicados em 1842 por Moritz Ludwig Frankenheim (1801-1869), demonstrou geometricamente que num espaço tridimensional só poderiam existir 14 configurações básicas.
Para determinar completamente a estrutura cristalina elementar de um sólido, além de definir a forma geométrica da rede, é necessário estabelecer as posições na célula dos átomos, iões ou moléculas que formam o sólido cristalino, que são denominados pontos reticulares. Segundo a disposição espacial dos pontos reticulares obtêm-se as seguintes variantes dos sistemas de cristalização:
- P — célula unitária primitiva, ou simples, onde todos os pontos reticulares estão localizados nos vértices do paralelepípedo que constitui a célula;
- F — célula unitária centrada nas faces, apresentando pontos reticulares nas faces para além dos localizados nos vértices. Quando apresentam somente pontos reticulares nas bases são designadas pelas letras A, B ou C , segundo as faces que contêm os pontos reticulares;
- I — célula unitária centrada no corpo tendo, para além dos pontos que determinam os vértices, um ponto reticular no centro da célula.
- R — célula unitária primitiva com eixos iguais e ângulos iguais, ou hexagonal, tendo, para além dos pontos que determinam os vértices, pontos duplamente centrados no corpo.

## Classificação das redes de Bravais
A partir das classes de células unitárias acima descritas é possível construir diversos sistemas de classificação das redes de Bravais resultantes. O mais comum é o seguinte:
Para além dos tipos de célula atrás apontados, existe a estrutura hexagonal compacta, a qual constitui um caso especial (uma variante) de estrutural hexagonal, na qual se situam três pontos reticulares no interior do hexágono, resultando uma célula unitária mais complexa embora decomponível na padrão (é vista por muitos como a 15.ª rede de Bravais).

## Parâmetros caracterizadores das redes
Nos casos de estrutura mais simples, cada ponto da rede corresponde a um átomo ou ião. Porém em estruturas mais complicadas, como materiais cerâmicos e compostos, centenas de átomos podem estar associados  a cada ponto da rede formando células unitárias extremamente complexas, as quais podem ser caracterizadas usando os seguintes parâmetros:
- Parâmetro de rede — é possível determinar o valor do parâmetro da rede (comprimento dos lados da célula unitária) sem localizar na célula a direcção ao longo do qual os átomos entram em contacto. Estas direcções são denominadas direcções compactas;
- Número de coordenação — é o número de átomos que entram em contacto com um átomo em particular, ou o número de átomos da vizinhança estrita. O máximo é 12, correspondente a 12 átomos em vizinhança directa;
- Factor de empacotamento — fracção do espaço da célula unitária ocupada por átomos, supondo que estes são esferas sólidas. O factor de empacotamento pode ser expresso por:

f = (átomos por célula) x (volume átomo) / (volume da célula)
- Densidade teórica — a partir das características da rede, pode obter-se a densidade teórica mediante a seguinte expressão:

d = (átomos por célula) x (massa atómica) / (número de Avogadro) x (volume da célula).